# Missing Persons
Missing Persons é uma banda estadunidense de new wave e pop rock formada na cidade de Los Angeles, em 1980.

## Discografia
- Spring Session M - 1982
- Rhyme & Reason - 1984
- Color in Your Life - 1986